# Norbert Glante
Norbert Glante (ur. 8 sierpnia 1952 w Caputh pod Poczdamem) – niemiecki mechanik i informatyk, działacz społeczny w Brandenburgii, poseł do Parlamentu Europejskiego IV, V, VI i VII kadencji.

## Życiorys
W latach 1969–1972 uczył się zawodu elektromechanika w zakładach VEB Elektronische Bauelemente w Teltow, po czym pracował jako mechanik i kontroler w tychże zakładach. W 1976 uzyskał maturę, a od 1976 do 1980 studiował technikę automatyzacji w Lipsku. Po zakończeniu edukacji został zatrudniony w rodzimym zakładzie jako konstruktor. W 1984 przeniósł się do Centralnego Instytutu Fizyki Ziemi w Poczdamie, gdzie do 1990 pracował jako informatyk.
W pierwszych demokratycznych wyborach wybrano go posłem do rady okręgu Poczdam z listy Socjaldemokratycznej Partii Niemiec. Cztery lata później z powodzeniem ubiegał się o mandat europosła jako przedstawiciel Brandenburgii. Reelekcję uzyskiwał w 1999, 2004 i 2009, zasiadając w PE do 2014.
Został przewodniczącym krajowej organizacji Europa-Union w Brandenburgii opowiadającej się za budową Europy federalnej i scentralizowanej. Działacz ruchu na rzecz Europy (Europahaus Land Brandenburg), towarzystwa polsko-niemieckiego oraz organizacji ajmującej się opieką nad grobami wojennymi (Deutsche Kriegsgräberfürsorge). Działacz fundacji Europäische Energiestiftung oraz współzałożyciel fundacji Europäische Internet-Stiftung.